# Železniční trať Skopje–Kičevo

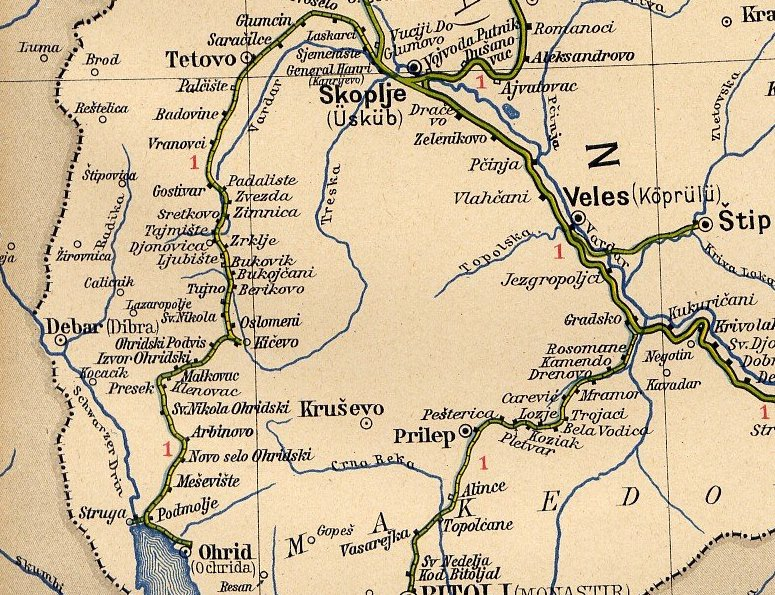
Trať na historické mapě dnešní Severní Makedonie.

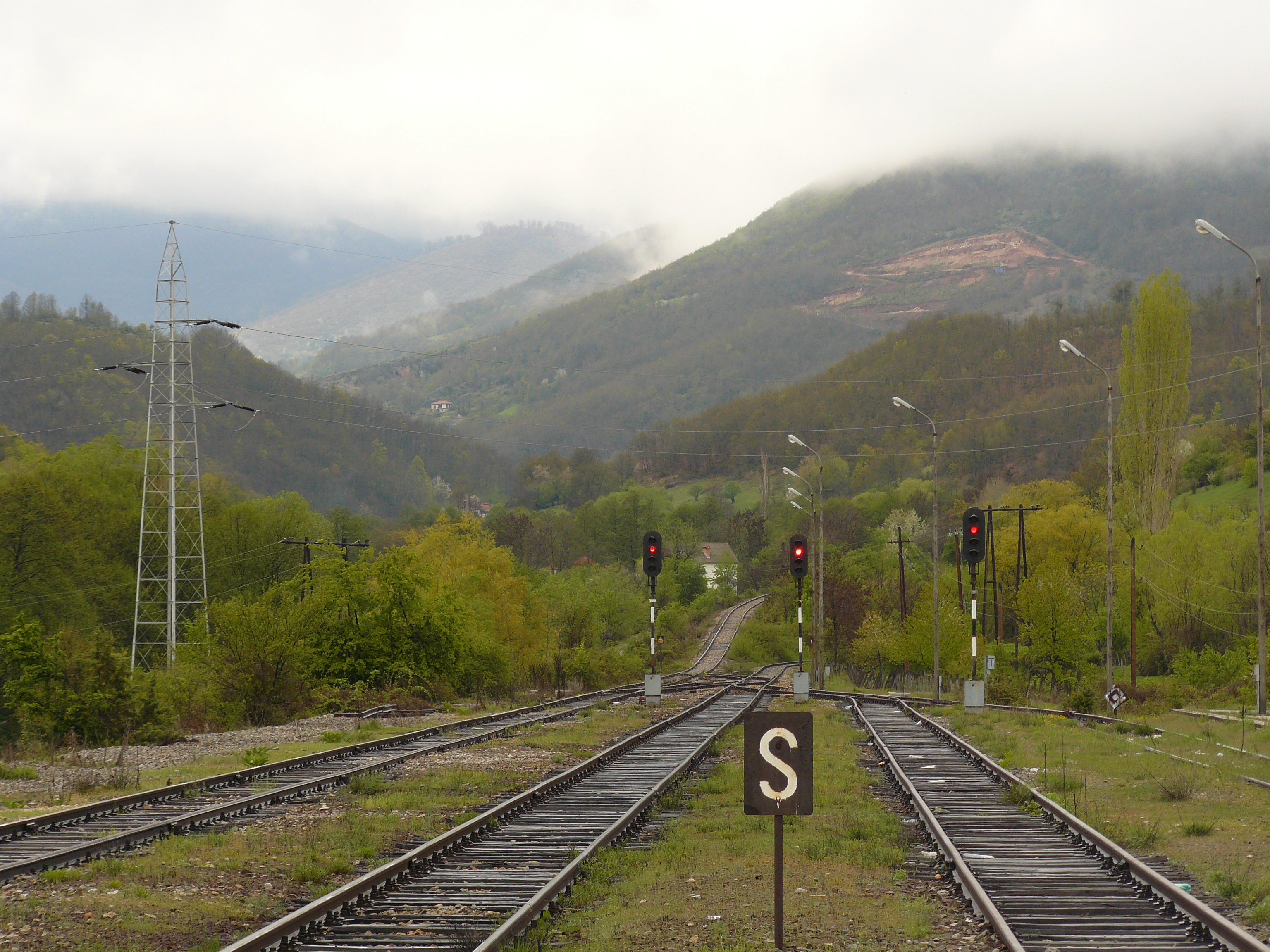
Stanice Zajas.

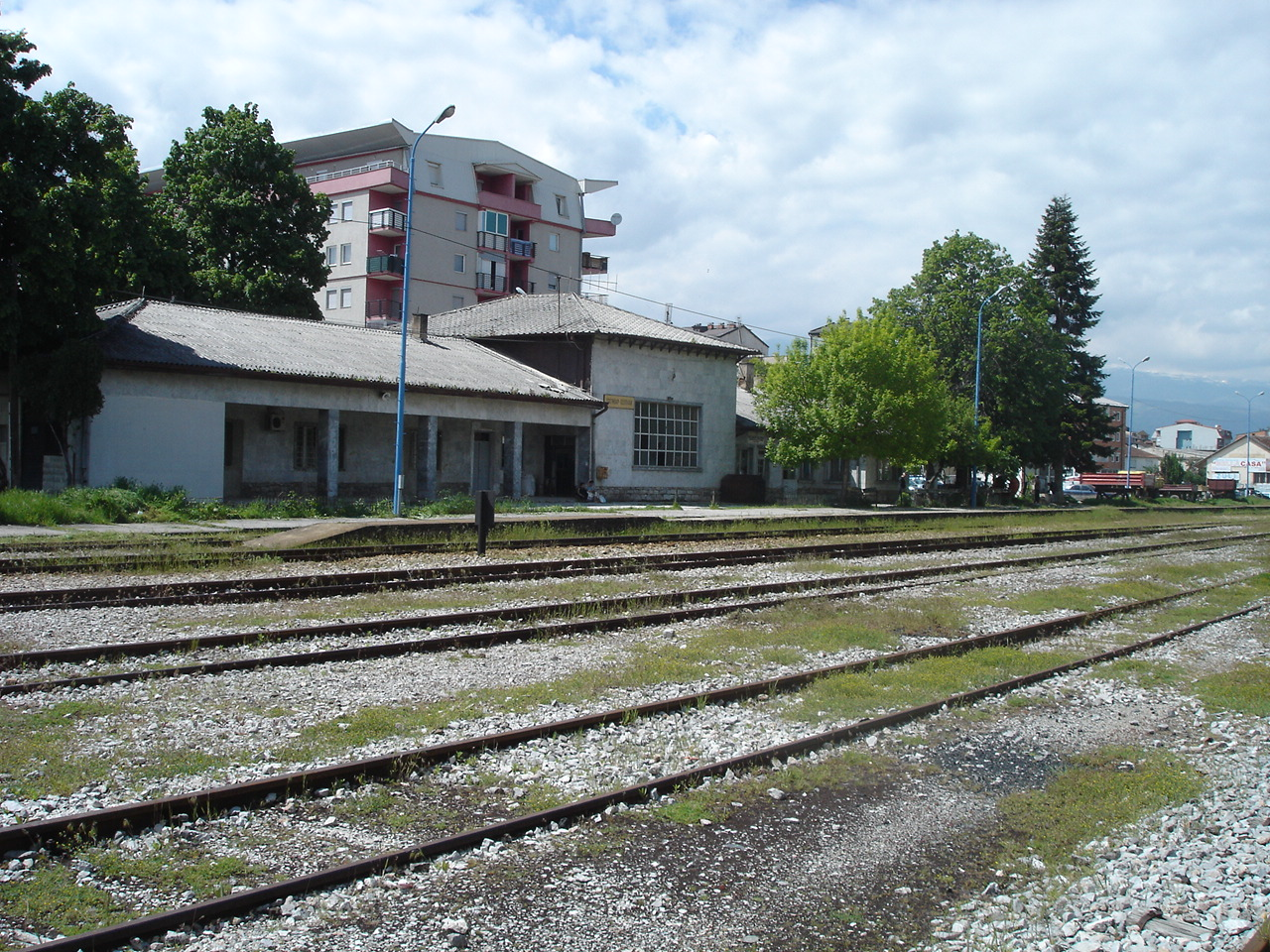
Nádraží v Gostivaru.

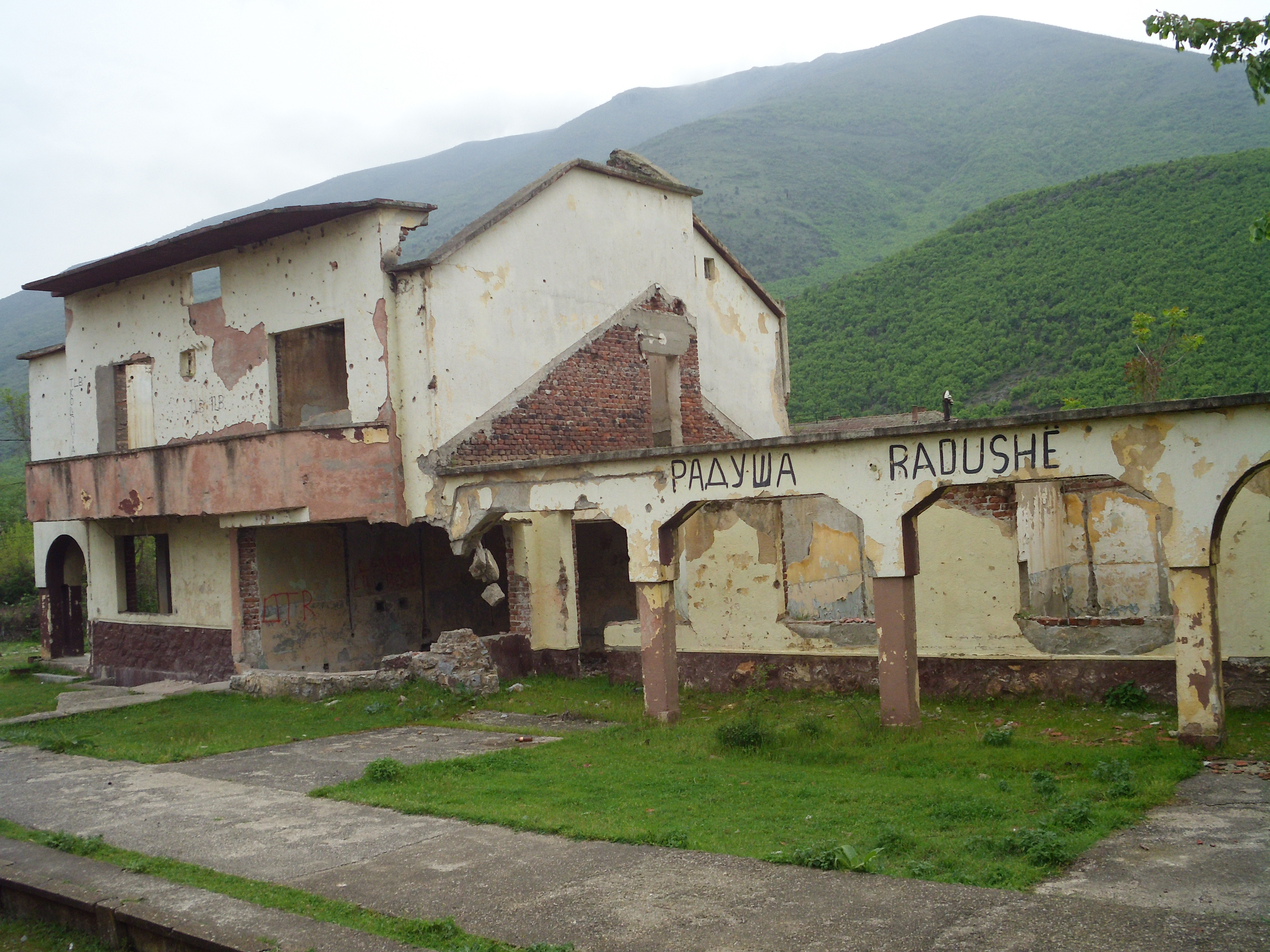
Pozůstatky nádraží v Raduši.

Železniční trať Skopje–Kičevo (makedonsky Железничка пруга Скопје–Кичево), označená v makedonské železniční síti číslem 83, představuje hlavní železniční trať na západě Severní Makedonie. Dlouhá je 163 km, je jednokolejná a neelektrizovaná.
Trať je vedena ze Skopje směrem na severozápad údolím řeky Vardaru. Prochází tzv. Žedenskou soutěskou a její trasa je vedena několika kratšími tunely v strmých svazích hlubokého údolí. Od vesnice Jegunovce poté směruje na jihozápad po do Tetova a Gostivaru přes rovinu v centrální části položské oblasti. Jižně od města Gostivar je trať opět vedena v údolí řeky Vardaru, a to až k vesnici Padalište, odkud pokračuje tunelem o délce 7062 m (nejdelší na území Severní Makedonie i celého Balkánu) k obci Zajas, který je veden pod vrcholem hory Bukoviḱ. Poté pokračuje krátkým úsekem v širokém údolí až do města Kičeva.

## Historie
Trať byla budována za první světové války s cílem spojení dnešní metropole Severní Makedonie s městem Ohrid. Trať budovaly okupační armády ústředních mocností pro potřebu lepšího zásobování Soluňské fronty. Prvních 18 km trati vybudovala německá armáda; dalších 65 km v úseku Kičevo-Ohrid. Okupačním vojskům se podařilo nicméně vybudovat pouze krátký úsek do obce Ǵorǵe Petrov. Po prolomení Soluňské fronty na podzim 1918 se německá armáda začala rychle stahovat na sever a staveniště zůstalo opuštěné.
Po skončení konfliktu pokračovala výstavba dále na jihozápad údolím řeky Vardaru a navázalo se na rozestavěnou trať. Protože však Němci při ústupu část trati zničili, bylo nezbytné provést celkovou rekonstrukci. Obnoveno muselo být 45 mostů a vybudováno dalších 210 staveb, které patřily k trati. Pro Království Srbů, Chorvatů a Slovinců, které bylo oficiálně státem od 1. prosince 1918, však měl rozvoj železnic prioritní význam, a proto byly do výstavby trati investovány prostředky.
V březnu 1919 byl dokončen úsek do Gostivaru, v srpnu 1920 do Kičeva a roku 1922 poté ještě úsek do Ohridu (který dnes neexistuje). Až do roku 1923 byla trať oddělena od zbytku jugoslávské železniční sítě, neboť nebyla ve Skopje napojena na ostatní trati. Během druhé světové války se úsek od Gostivaru do Ohridu nacházel na osvobozeném území pod kontrolou partyzánského vojska[zdroj?] a trať zde byla využívána především pro vojenské účely.
Trať o rozchodu kolejí 600 mm však byla jen těžko využitelná pro moderní nákladní dopravu. Cestovní rychlost se v průměru na trati pohybovala okolo 20 km/h. 
V rámci industrializace Jugoslávie po druhé světové válce byla původní trať snesena a nahrazena normálněrozchodnou tratí. V roce 1952 byl otevřen normálněrozchodný úsek do Gostivaru, v roce 1969 do Kičeva. Úsek z Kičeva do Ohridu nebyl přestavěn nikdy a úzkorozchodný provoz zde skončil v roce 1966.
Sporadicky se objevují myšlenky prodloužení trati okolo Ohridského jezera do Pogradce v Albánii a tím tak i spojení obou železničních sítí. V roce 2017 bylo prodloužení této trati směrem dále na jih vyžadovalo náklady, které byly odhadnuty na 500 milionů eur. Další úsek o délce 63 km má být financován prostřednictvím zdrojů Evropské unie.

## Stanice
- Skopje
- Železarnica
- Skopje-Sever
- Ǵorǵe Petrov
- Saraj
- Sulari
- Raduša
- Orašje
- Jegunovce
- Jegunovce-fabrika
- Rataje
- Tetovo
- Brvenica
- Žerovjane
- Vranovci
- Gostivar
- Lakavica
- Padalište
- Zajas
- Strogomište
- Dlapkin Dol
- Kičevo